# كيم جيون
كيم جيون ((هانغل: 김지연)) معروفة أكثر بأسمها الفني كي، مغنية وممثلة كورية جنوبية ولدت يوم 20 آذار 1995 في إنتشون. واحد أعضاء فرقة لوفليز منذ 2014.

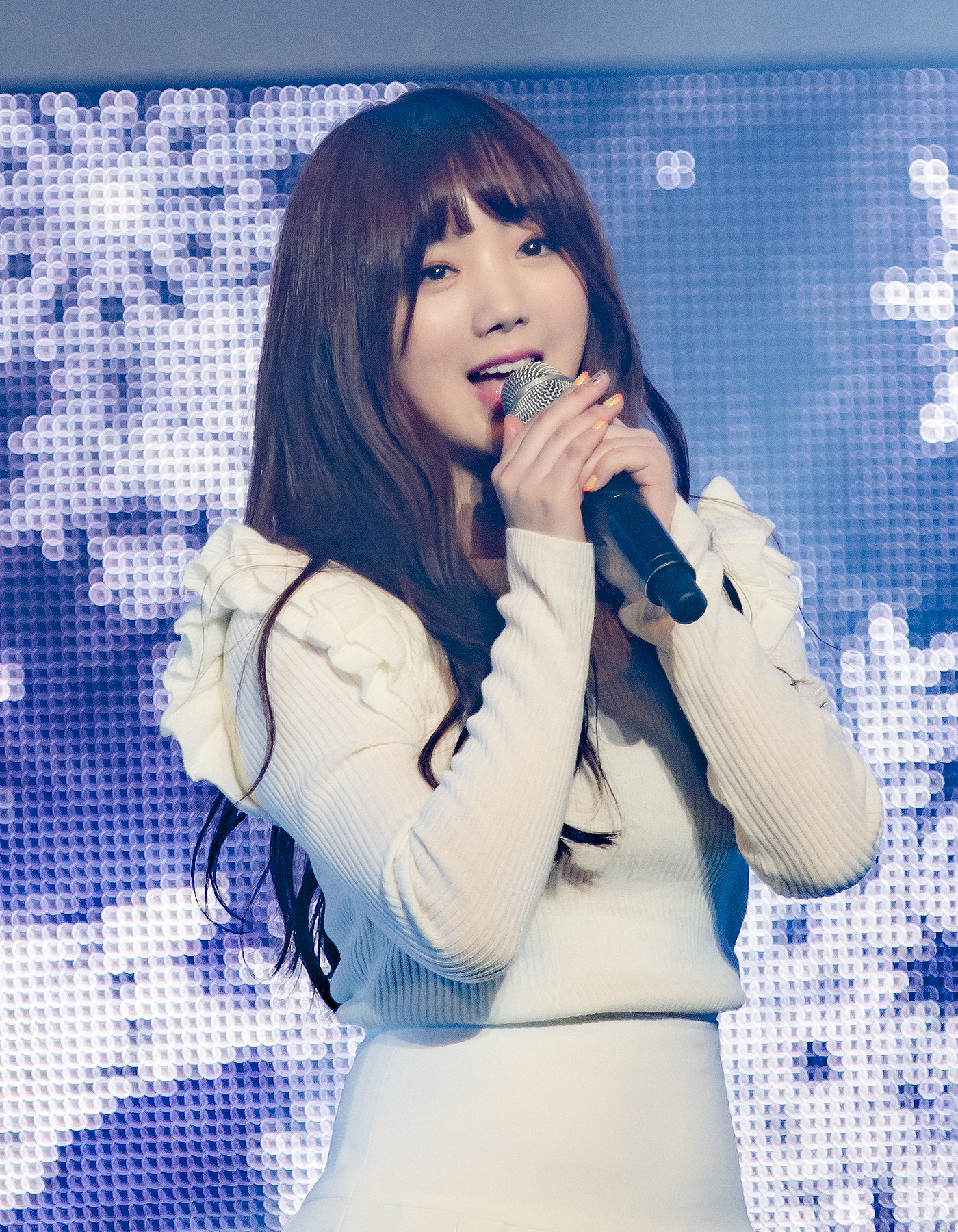
كي في عام 2017

## روابط خارجية
- كيم جيون على موقع ميوزك برينز (الإنجليزية)